# باشگاه فوتبال نگری سمبیلان
باشگاه فوتبال نگری سمبیلان (مالایی: Kelab Bola Sepak Negeri Sembilan) معمولاً به سادگی NSFC، یک باشگاه فوتبال حرفه ای مالزیایی است که در سرمبان، نگری سمبیلان، مالزی مستقر است. این باشگاه در دسته برتر فوتبال مالزی یعنی سوپر لیگ مالزی رقابت می کند.